# ハラヒロシ
ハラ ヒロシ（本名：原 弘始、1975年8月26日-）は、日本のウェブディレクター・ウェブデザイナー。長野県須坂市生まれ。
二ノ宮知子の漫画『のだめカンタービレ』内に登場する（のだめこと野田恵が大ファンである）架空のアニメ『プリごろ太』の漫画原作者とされるハラヒロシとは別人。

## 著作物

### 出版物
- クリエイターのための3行レシピ ポストカードデザイン Illustrator&Photoshop 翔泳社
- レイアウト・デザインのアイデア1000 翔泳社
- 配色デザインのアイデア1000 翔泳社
- ロゴデザインのアイデア1000 翔泳社
- クイズで学ぶデザイン・レイアウトの基本 翔泳社
- もっとクイズで学ぶデザイン・レイアウトの基本 翔泳社